# Megachile accraensis
Megachile accraensis är en biart som beskrevs av Heinrich Friese 1903. Megachile accraensis ingår i släktet tapetserarbin, och familjen buksamlarbin. Inga underarter finns listade i Catalogue of Life.